# Свингюгенды

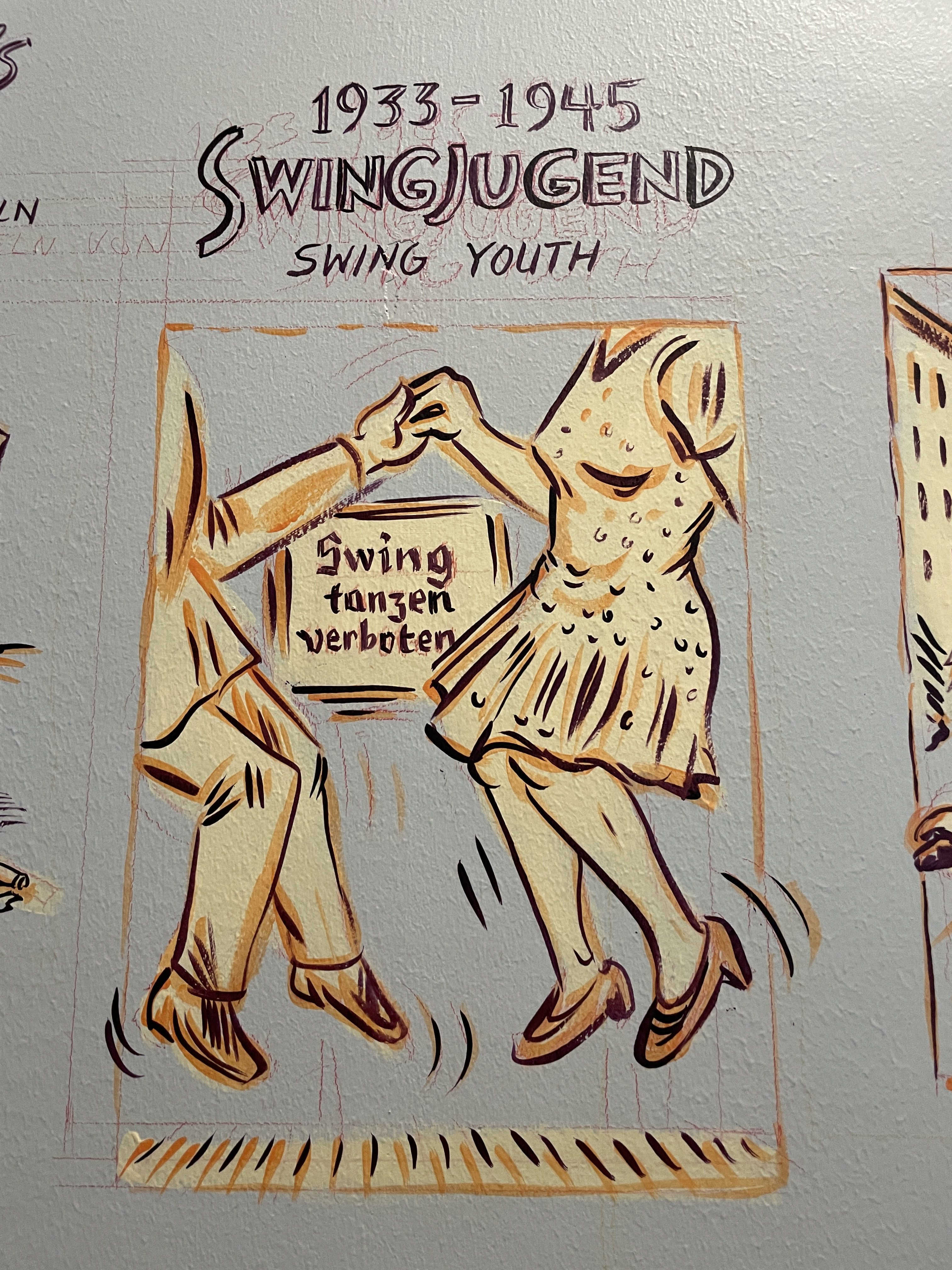
Плакат, посвященный свингюгендам, 2021 год

Свингюгенды (Свингующая молодёжь, нем. Swing-Jugend) — неформальные молодёжные движения в Германии 1930-х, главным образом — в Гамбурге, Франкфурте и Берлине. Это были группы любителей джаза и свинга, состоящие, в основном, из молодых людей 14 — 24 лет, как правило, из представителей высокого или среднего достатка этой возрастной группы.
Они стремились подражать английскому и американскому образу жизни, выражали себя в музыке свинг и идеологически пытались противостоять национал-социализму, особенно — гитлерюгенду.

## Название
Самоназвание Swingjugend (букв. «свинг-молодёжь» англ. Swing Kids) появилось как пародия на многочисленные официальные молодёжные «югенды», и как подчёркивание отличия от них.

## Противостояние официальной культуре
Музыка джаз с точки зрения идеологии национал-социализма считалась недопустимой, так как значительная часть джаз-исполнителей была афроамериканцами (неграми) или евреями. Джаз назывался «негритянской музыкой» или «дегенеративной музыкой» — по аналогии с «entartete Kunst» (дегенеративным искусством).
«Свинг-молодёжь» изначально была в целом аполитична, наподобие сходной субкультуры «зут сьют» (zoot suit) в Северной Америке. Эпитет, с которым субкультура свинга ассоциировала себя — «Lottern», примерно переводимый как «тунеядство, безделье», означал вызов принудительной «полезной работе» и строгой общественной морали тех лет. Отчёты наблюдателей гитлерюгенда о группах «свинг-молодёжи» содержат замечания о подчёркнуто сексуальном характере их поведения. Один отчёт называет «моральной испорченностью» то, что «свинг-молодёжь» выражала одеждой и музыкой своё сопротивление официальной культуре. Их поведение, называемое многими нацистами «женственным» и «изнеженным», противопоставлялось спартанскому военизированному поведению, которое государство прививало молодёжи. Они организовывали танцевальные фестивали и конкурсы, приглашали джаз-бэнды. На этих мероприятиях «свинг-молодёжь» пользовалась любыми возможностями посмеяться над нацистами, военными и гитлерюгендом — используя, например, приветствие «Свинг хайль» вместо известного «Зиг хайль». Они придумали жаргон с большим количеством англицизмов.
Однако не весь джаз был запрещён в Германии в то время. Из-за общей популярности такого рода музыки, под жёстким контролем был позволен более мягкий и медленный, «германизованный» вид джазового исполнения.
Протестуя против прусской строгости военной формы, «свингующие» носили чрезмерно широкие и длинные плащи, мешковатые пиджаки, длинные галстуки. «Стильные» девушки старались следовать французской и американской моде, предпочитали обильную и яркую косметику, часто курили, что не соответствовало официальному образу арийской девушки.
Руководство Третьего рейха смотрело на «свинг-молодёжь» сквозь пальцы по крайней мере до 1940 года.